# فيكتور مندوزا
فيكتور مندوزا هو لاعب كرة قدم إكوادوري في مركز حراسة المرمى، ولد في 24 أغسطس 1961 في بورتوفيخو في الإكوادور. شارك مع منتخب الإكوادور لكرة القدم. أما مع النوادي، فقد لعب مع نادي برشلونة.